# Apanteles kostjuki
Apanteles kostjuki är en stekelart som beskrevs av Kotenko 1986. Apanteles kostjuki ingår i släktet Apanteles och familjen bracksteklar. Inga underarter finns listade i Catalogue of Life.